# Dark ambient
Dark ambient (tijekom 1980-ih uglavnom nazivan ambient industrial) žanr je postindustrijalne glazbe koji se oslanja na stvaranje zloslutne, često tugaljive, monumentalne ili klaustrofobične atmosfere, katkad uz korištenje disonantnih tonova. Nalik je ambijentalnoj glazbi, žanru koji je nadahnuo mnoge glazbenike dark ambienta, u konceptualnom smislu i načinu skladanja. Iako se uglavnom izvodi korištenjem elektroničkih sredstava i instrumenata, u dark ambientu pojavljuju se i semplirana rukom svirana glazbala i poluakustična procedura snimanja; vrlo je blizak ritualnoj industrijalnoj glazbi.

## Etimologija
Izraz dark ambient početkom 1990-ih skovao je Roger Karmanik kako bi opisao glazbu Raison d'êtrea i izvođača nalik tom projektu koji su povezani s diskografskom kućom Cold Meat Industry.

## Podrijetlo i razvoj
Korijeni dark ambienta nastali su tijekom 1970-ih, u vrijeme nastanka novih, manjih i jeftinijih pedala za efekte, sintesajzera i uređaja za sempliranje. Rani elementi žanra prisutni su na albumu D.o.A: The Third and Final Report of Throbbing Gristle grupe Throbbing Gristle iz 1978. godine. Među važnijim uradcima koji su prethodili žanru i utjecali na njega nalazi se dvostruki album Zeit Tangerine Dreama iz 1972. godine, koji, za razliku od svih kasnijih albuma skupine, napušta svaki oblik ritma i odredljive melodije i zamjenjuje ih mračnim, vijugavim, katkad jezivim zvukovljem, i Affenstunde (iz 1970.) krautrock sastava Popol Vuh.
Projekti kao što su Lustmord, Nocturnal Emissions i Zoviet France razvili su se iz industrijalne glazbe tijekom 1980-ih i jedni su od najranijih izvođača koji su dosljedno stvarali dark ambient. Ti se izvođači služe tehnikama industrijalne glazbe kao što su stvaranje buke i iznenađivanje slušatelja, ali tim se tehnikama služe suptilnije. K tome, ambijentalna industrijalna glazba često je usmjerena na okultizam, a posebice na magiku Aleistera Crowleyja i magiju kaosa, zbog čega glazba dobiva ritualistički prizvuk.
Među izvođačima koji stvaraju ambijentalnu industrijalnu glazbu odnosno dark ambient nalaze se Controlled Bleeding, CTI, Coph Nia, Deutsch Nepal, Hafler Trio, Lustmord, Nocturnal Emissions, PGR, Thomas Köner, Zoviet France, Cabaret Voltaire, SPK, Lab Report, Akira Yamaoka, Robin Rimbaud, Endura, Vidna Obmana, Daniel Menche, Lull, Hwyl Nofio, Hieronymus Bosch i Final. Mnogi od tih izvođača stvaraju raznoliku glazbu, pa tako veći dio njihova opusa nije dio ambijentalne industrijalne glazbe.

## Karakteristike
Dark ambient često se sastoji od disonantnih harmonija drona i rezonancije, niskofrekventne tutnjave i buke strojeva, a katkad ga čine i zvuk gongova, ritmovi izvođenih udaraljkama, distorzirani glasovi i razni ostali zvukovi, koji su često toliko prerađeni da izvorni sempl više nije prepoznatljiv. Primjerice, uradci mogu biti utemeljeni na snimkama radioteleskopa (kao Arecibov Trans-Plutonian Transmissions), glasanjem novorođenčadi (kao Mouths of Babes Nocturnal Emissionsa), ili zvukovima snimljenih pomoću kontaktnih mikrofona na telegrafskim žicama (kao Primal Image Alana Lamba).
Glazba uglavnom izaziva osjećaj usamljenosti, melankolije, zatočeništva i izolacije. Međutim, iako glazbena tema zna biti "mračna", određeni glazbenici stvaraju "organskije" zvukovlje. Primjere takvih radova čine uradci izvođača kao što su Oöphoi, Alio Die, Mathias Grassow, Tau Ceti i Klaus Wiese. Serijal Symphonies of the Planets, zbirka radova nadahnuta valovima plazme na čujnoj frekvenciji koje su snimile Voyagerove svemirske sonde, također se može smatrati organskim oblikom dark ambienta.

## Podžanrovi

### Izolacionizam
Izolacionizam je stil dark ambienta koji se razvio tijekom 1990-ih. Naziv je skovao britanski glazbenik Kevin Martin. Novinar David Segal nazvao ga je "zlokobnim, antisocijalnim bratićem ambijentalne glazbe".
Naziv "izolacionizam" kao naziv glazbenog žanra prvi se put pojavio u primjerku časopisa The Wire u rujnu 1993. godine, u kojem se odnosio na oblik razlomljene glazbe koja "tjera" slušatelje. Autor tog članka britanski je glazbenik Kevin Martin, tada poznat po projektima GOD i Techno Animal. John Everall, vlasnik diskografske kuće Sentrax, izjavio je da su korijeni izolacionizma u ranim izvođačima industrijalne glazbe, krautrocku, ambijentalnoj glazbi i skladateljima kao što su John Cage i Karlheinz Stockhausen.
James Plotkin smatra da su ambijentalna djela Briana Ena najviše utjecala na scenu izolacionizma, kao i američka eksperimentalna glazba izvođača kao što je Illusion of Safety. Plotkin tvrdi: